# Filippo Gaja
Filippo Gaja (Parma, 4 agosto 1926 – Milano, 15 gennaio 1995) è stato un giornalista e scrittore italiano.

## Biografia
Filippo Gaja nasce a Parma nel 1926, aderisce diciassettenne alla Resistenza, arruolandosi nel Corpo Italiano di Liberazione. Nel 1944 s’iscrive al Partito Socialista, aderendo alla corrente di sinistra. Nell’immediato dopoguerra inizia la sua carriera giornalistica su varie testate socialiste e di sinistra. Si dedica particolarmente all’attività di inviato speciale in aree di conflitto. Dal 1960 partecipa attivamente alla lotta contro la dittatura fascista del generale Franco in Spagna, collaborando con Julio Alvarez del Vajo, vecchio dirigente della sinistra socialista spagnola, che aveva ricoperto importanti responsabilità militari e di governo durante la guerra civile del 1936/39. Con lui inizia un’intensa attività internazionalista, a fianco di diversi movimenti di liberazione in Asia, Africa e America Latina. Affianca a questa attività quella di giornalista, scrittore ed editore, fondando, sempre con Alvarez del Vayo, la rivista e casa editrice «Maquis», che dirige fino alla morte, avvenuta il 15 gennaio 1995 a Milano.
Negli anni ’70, la rivista «Maquis», che era venduta in edicola e tirava decine di migliaia di copie, svolse un’importante azione di informazione sulle lotte dei popoli oppressi dall’imperialismo, di denuncia dei piani golpisti della CIA, dei servizi segreti e dei fascisti in Italia, in Europa e nel Terzo Mondo, di analisi sulla crisi economica internazionale all’origine della crisi finanziaria globale deflagrata nel 2009. La casa editrice, attraverso la collana I classici del marxismo, diffuse in dispense settimanali, anche queste a grande tiratura, le opere principali di Marx, Engels, Lenin, Che Guevara, Ho Chi Min, Giap, ecc., su cui si è formata una generazione di militanti rivoluzionari, anche partecipando ai corsi di marxismo che Gaja organizzava in varie città.
Dopo la sua scomparsa, su di lui e sulla sua attività è caduto un oblio tanto immeritato quanto significativo della degenerazione di una sinistra tutta protesa a rimuovere la propria natura di classe nella più servile acquiescenza all’imperialismo.

## Opere
- L'invasione di Cuba, Parenti, Firenze 1961.
- L'esercito della lupara, Area Editore, Milano 1962.
- La vita di Che Guevara Lit. Di Battista, 1967.
- Italia, la crisi più lunga, Maquis, 1978.
- La crisi globale, Maquis, 1980.
- Le facce nascoste della “nuova” recessione internazionale, Maquis, 1988.
- La Rivoluzione in diretta dai muri di Francia, Maquis, 1989.
- Le frontiere maledette del Medio Oriente, Maquis Editore, Milano 1991.
- Il secolo corto, Maquis Editore, Milano 1994.